# Кухченська сільська рада
Кухче́нська сільська́ ра́да — колишній орган місцевого самоврядування в Зарічненському районі Рівненської області. Адміністративний центр — село Кухче.

## Загальні відомості
- Кухченська сільська рада утворена в 1944 році.
- Територія ради: 59,562 км²
- Населення ради: 1 657 осіб (станом на 2001 рік)
- Територією ради протікає річка Веселуха.

## Населені пункти
Сільській раді підпорядковані населені пункти:
- с. Кухче
- с. Новосілля
- с. Радове

## Склад ради
Рада складалася з 16 депутатів та голови.
- Голова ради: Харковець Петро Степанович
- Секретар ради: Вакуліч Жанна Степанівна

### Керівний склад попередніх скликань
| Прізвище, ім'я, по батькові | Основні відомості                                                                                  | Дата обрання | Дата звільнення |
| --------------------------- | -------------------------------------------------------------------------------------------------- | ------------ | --------------- |
| Харковець Петро Степанович  | Сільський голова, 1973 року народження, освіта вища, безпартійний                                  | 26.03.2006   | 31.10.2010      |
| Харковець Петро Степанович  | Сільський голова, 1973 року народження, освіта вища, член Всеукраїнського об'єднання «Батьківщина» | 31.10.2010   |                 |

Примітка: таблиця складена за даними сайту Верховної Ради України